# Río Ortiga
El río Ortiga es un río del oeste de la península ibérica perteneciente a la cuenca hidrográfica del Guadiana, que transcurre por la provincia de Badajoz (España).  

## Curso
El río Ortiga nace en el término municipal de Zalamea de la Serena de La Serena. En concreto nace en las sierras limítrofes con la provincia de Córdoba.
Este río pasa por las localidades de Zalamea de La Serena, Quintana de la Serena, La Haba y Don Benito, y, finalmente, desemboca en el río Guadiana en la localidad de Medellín.